# Яундубулты (остановочный пункт)
Я́ундубулты (латыш. Jaundubulti) — остановочный пункт в Латвии, в Юрмале, на электрифицированной железнодорожной линии Торнякалнс — Тукумс II.

## История
В 1925 году по просьбе местных жителей, вынужденных идти пешком несколько километров до ближайшей станции Дубулты, был открыт новый остановочный пункт. Некоторое время станционные помещения располагались в подогнанном для этой цели вагоне. В 1926 году по эскизу техника отдела гражданских сооружений В. Озолиньша было спланировано и построено станционное здание, стилистически совпадавшее с другими станциями юрмальской линии. В 1977 году на его месте было построено современное здание.